# Малоалександровка (Росія)
Малоалекса́ндровка (рос. Малоалександровка, башк. Бәләкәй Александровка) — село у складі Белебеївського району Башкортостану, Росія. Входить до складу Єрмолкинської сільської ради.
Населення — 267 осіб (2010; 294 в 2002).
Національний склад:
- росіяни — 68 %